# コチニールサボテン
コチニールサボテン（Opuntia cochenillifera）は、ウチワサボテン亜科のサボテンの一種。メキシコ固有種で、ジャマイカで一般的な種として広まっている。1753年にカール・フォン・リンネによりCactus cochenilliferと命名された。後の1768年にフィリップ・ミラーによりOpuntia cochenilliferaと記述された。花や果実の成分は化粧品にも利用される。